# Pebble
Pebble är en smart klocka utvecklad av Pebble Technology Corporation och släpptes på Kickstarter 2013. Klockan har en svartvit, så kallad "e-paper", LCD-skärm; programmerbar processor, Bluetooth, magnetometer, ljussensor och en accelerometer vilket gör att klockan kan visa mer än bara tid. Den är kapabel att visa notifikationer från smarttelefoner, aktivitetsspårning, spel, kartor, golfspårning. Pebble är kompatibel med Android och iOS-enheter. När den är kopplad till en av dessa enheter med Bluetooth kan klockan vibrera och visa inkommande samtal, sms, e-postmeddelanden och notifikationer från andra appar.
Pebble Technology drog in 10,3 miljoner dollar under dess kampanj på Kickstarter som pågick mellan 11 april 2012 till 18 maj 2012. Detta var vid tidpunkten det projekt som dragit in mest pengar någonsin på Kickstarter.

## Pebble Steel
Under februari 2014 lanserade Pebble Technology Corporation dess andra klocka, Pebble Steel, som i princip hade samma hårdvara som originalet, men tunnare, av metall och skärm av Corning Gorilla Glass. Den kommer i två variationer, mattsvart och borstat stål, båda med svart läderband och matchande metallband.

## Pebble Time
Pebble Technology Corporation lanserade tredje generationen av deras smarta klocka, Pebble Time på Kickstarter den 24 februari 2015. Den kommer med diverse förbättringar, bland annat en färgskärm, ett tunnare hölje och en mikrofon. Klockan behåller sina sju dagars batteritid och vattentäthet. Projektet nådde sitt 500000-dollarsmål på Kickstarter på 17 minuter och på 49 minuter hade det nått en miljon dollar vilket är ett Kickstarterrekord.
Den 3 mars 2015 blev Pebble Time den mest uppbackade kampanjen någonsin på Kickstarter, med över 14 miljoner dollar insamlat, med 24 dagar kvar av finansieringsperioden.

## Pebble 2
Den tredje generationens smarta klocka från Pebble Technology Corporation kallas Pebble 2 och släpps 24 maj 2016, även denna gång på Kickstarter.
Samtidigt släpps också en mindre enhet kallad Pebble Core som saknar skärm, men istället försetts med ett 3G-modem, GPS, hörlursutgång och Spotify-integration. Denna enhet använder Android 5.0 som operativsystem.